# Batalha de Stiklestad
A Batalha de Stiklestad (Stiklarstaðir, na língua norueguesa antiga) ocorreu em 1030 e foi uma das batalhas mais célebres da história da Noruega. As causas dessa batalha se deram da rivalidade entre duas religiões: Pagã e Cristã. Nesse momento a religião cristã se espalhava por todo o mundo e, ao chegar a Noruega não foi muito bem aceita, findando em conflitos. Nessa batalha, o rei Olavo II da Noruega (Óláfr Haraldsson), que comandava suas tropas, foi morto pelo Exército Camponês, em maior número. Mais tarde, Olavo seria canonizado, tornando-se santo patrono da Noruega e Rex perpetuum Norvegiae (o rei eterno da Noruega). No fim das contas seria exagero afirmar que a Noruega se tornou um país cristão após a batalha de Stiklestad. Antigas crenças pagãs continuaram a viver sob a superfície do cristianismo e muitos desses elementos pré-cristãos mesclaram-se às práticas cristãs.